# Gmina Nova Bukovica
Gmina Nova Bukovica (chorw. Općina Nova Bukovica) – gmina w Chorwacji, w żupanii virowiticko-podrawskiej. W 2011 roku liczyła 1771 mieszkańców.

## Miejscowości
Miejscowości wchodzące w skład gminy Nova Bukovica:
- Bjelkovac
- Brezik
- Bukovački Antunovac
- Dobrović
- Donja Bukovica
- Gornje Viljevo
- Miljevci
- Nova Bukovica